# Llanrumney
Llanrumney (walisisch: Llanrhymni; auch Llanrhymny) ist ein Stadtteil der südwalisischen Großstadt Cardiff mit dem Status einer Community, die beim Zensus 2011 etwas mehr als 11.000 Einwohner hatte.

## Geographie
Llanrumney liegt in Südwales im Ostnordosten von Cardiff als einer der äußeren Stadtbezirke. Direkt nördlich südlich und östlich grenzen Rumney und Trowbridge an Llanrumney an, nach Norden beziehungsweise Westen zu Llanedeyrn, Pentwyn und Llanedeyrn Village gibt es einige hundert Meter Abstand durch das Tal des Rhymney Rivers. Er bildet die westliche und nördliche Grenze der Community. Insbesondere die Osthälfte der Community ist dicht besiedelt, während es in der Westhälfte zum Rhymney River hin auch einige größere unbebaute Flächen gibt. Auch durch die Mitte der Community hindurch zieht sich von Nord nach Süd ein nahezu unbebauter Streifen, in dem mit dem Parc Coed y Cwar, dem Fishpond Wood und dem Lower Rookery drei größere Grünanlagen beziehungsweise Wälder liegen.
Verwaltungsgeographisch bildet Llanrumney eine eigene Community innerhalb der Principal Area City and County of Cardiff. Wahlkreisgeographisch gehört der Stadtteil zum britischen Wahlkreis Cardiff South and Penarth beziehungsweise zu dessen walisischem Pendant.

## Geschichte
Historisch relevant ist vor allem das in Llanrumney stehende Anwesen Llanrumney Hall, das möglicherweise der Bestattungsort des letzten Herrschers eines eigenständigen Wales, Llywelyn ap Gruffydd, ist. In der frühen Neuzeit gehörte es einer Nebenlinie der wichtigen Familie Morgan. Möglicherweise ist Llanrumney Hall so auch Geburtshaus des Freibeuters und späteren Vizegouverneurs von Jamaika, Henry Morgan, dessen Abstammung aus der Familie Morgan genauso wie dessen Geburtsort aber nicht hundertprozentig gesichert ist. Zumindest hat Morgan einen Ort in Jamaika nach dem walisischen Llanrumney benannt, auch er trägt heute noch den Namen Llanrumney.

## Infrastruktur
In Llanrumney gibt es fünf Primary Schools und eine High School sowie zwei Kirchen und eine Bibliothek. Neben mehreren Spielplätzen existiert im Südosten der Community auch ein Freizeitzentrum. Im Südwesten der Community liegen großflächige Sportanlagen. Hier ist unter anderem der Rumney Rugby Football Club beheimatet, auch die Cardiff University hat hier Sportplätze. Llanrumney besitzt ein eigenes Ärztehaus. Jedes Jahr richtet das Stadtviertel ein eigenes Festival aus.

## Verkehr
Llanrumney hat keine Bahnanbindung, auch bedeutende Straßen kreuzen die Community nicht. Allerdings verläuft die A48 road unweit der West-Nord-Grenze im Tal des Rhymney Rivers entlang, ohne dass aber eine direkte Ab- oder Auffahrt nach Llanrumney existieren würde. Dafür existiert eine gute Anbindung an das städtische Busnetz von Cardiff mit drei verschiedenen Linien.

## Bauwerke
Als einziges Gebäude in der Community wurde das aus der Zeit der Industrialisierung stammende Anwesen Llanrumney Hall auf die Statutory List of Buildings of Special Architectural or Historic Interest aufgenommen. Dort ist es ein Grade II* building.